# Walikota Tarakan Open 2013
Il Walikota Tarakan Open 2013 è stato un torneo di tennis facente parte della categoria ITF Women's Circuit nell'ambito dell'ITF Women's Circuit 2013. Il torneo si è giocato a Tarakan in Indonesia dal 20 al 26 maggio 2013 su campi in cemento indoor e aveva un montepremi di $25,000.

## Vincitrici

### Singolare
Jovana Jakšić ha battuto in finale  Li Ting con il punteggio di 6–3, 6–2

### Doppio
Naomi Broady /  Teodora Mirčić hanno battuto in finale  Tang Haochen /  Tian Ran con il punteggio di 6–2, 1–6, [10–5]